# FFG証券
FFG証券株式会社（エフエフジーしょうけん、FFG Securities Co., Ltd.）は、福岡県福岡市に本社を置く福岡銀行（ふくおかフィナンシャルグループ）傘下の証券会社。

## 概要
1940年（昭和15年）に当社の前身となる前田良三商店が創立され、その4年後の1944年（昭和19年）に株式会社に改組する形で前田証券株式会社（まえだしょうけん）が設立された。
2004年（平成16年）に福岡銀行と資本関係を強化したのち、2012年（平成24年）に株式交換により福岡銀行の完全子会社となり、ふくおか証券株式会社に商号変更。2018年（平成30年）に現商号に再度変更された。
本社及び本店営業部はふくおかフィナンシャルグループの旧本社が所在した福岡銀行本店ビルに置く。

## 店舗展開
2023年10月時点で福岡県を中心に、熊本県・長崎県の九州3県に7つの店舗と1ヶ所のコンサルティングブースを展開している。店舗によっては、ふくおかフィナンシャルグループのグループ銀行（福岡銀行・熊本銀行・十八親和銀行）内に併設する形で展開している。

## 沿革
- 1940年（昭和15年）6月6日 福岡市天神に前田良三商店創立、博多株式取引所取引員。
- 1944年（昭和19年）7月7日 前田証券株式会社設立、資本金30万円。
- 1949年（昭和24年）
  - 6月 福岡証券取引所の正会員となる。
  - 9月 初の営業所として長崎県に島原営業所を設置（1980年(昭和55年)10月に支店に昇格）。
- 1956年（昭和31年）12月 大分県に日田営業所を設置（1987年(昭和62年)7月に支店に昇格）。
- 1959年（昭和34年） 3月 門司営業所を設置（1988年(昭和63年)1月に支店に昇格）。
- 1960年（昭和35年）10月 戸畑営業所を設置。
- 1974年（昭和49年）2月 甘木営業所を設置（1983年(昭和58年)11月に支店に昇格）。
- 1978年（昭和53年）4月 大川営業所を設置（1986年(昭和61年)10月に支店に昇格）。
- 1980年（昭和55年）4月 福岡南営業所を設置（1987年(昭和62年)4月に支店に昇格し、春日原支店と改称）。
- 1985年（昭和60年）
  - 7月 博多駅前営業所を設置（1988年(昭和63年)1月に支店に昇格）。
  - 10月 東京証券取引所国債証券等に係る先物取引の取引資格を取得、東京営業所を設置。
- 1987年（昭和62年）
  - 8月 香椎営業所を設置（1991年(平成3年)6月に支店に昇格）。
  - 10月 戸畑営業所からの移転により黒崎支店を設置。
- 1988年（昭和63年）
  - 8月 大橋支店・久留米支店の2支店を設置。
  - 10月 東京証券取引所株価指数先物取引資格を取得。
- 1989年（平成元年）
  - 6月 東京支店を設置。
  - 7月 二日市支店を設置。
- 1990年（平成2年）
  - 8月 小倉支店（初代）を設置（2002年(平成14年)6月に門司支店に統合）。
  - 11月 東京証券取引所正会員となる。
- 1993年（平成5年） 資本金21億9千8百万円。
- 1998年（平成10年）12月 改正証券取引法に基づく証券会社として登録を受ける。
- 2001年（平成13年）11月 株式会社東京証券取引所の総合取引参加者となる。
- 2004年（平成16年）
  - 7月 大橋支店を福岡市中央区天神に移転し、天神営業部と改称（初の営業部設置）。
  - 12月 福岡銀行と資本関係を強化し、福銀グループの一員となる。
- 2005年（平成17年）8月1日 黒崎支店を移転。同じビル内にある福岡銀行黒崎支店内に相談ブースを設置[1]。
- 2007年（平成19年）2月 門司支店を福銀小倉ビルに移転し、小倉支店（2代目）と改称。
- 2008年（平成20年）6月 福岡銀行小倉支店内にブースを設置。
- 2009年（平成21年）
  - 5月 本社を福岡市中央区天神二丁目の「福岡銀行本店ビル」へ移転。
  - 10月 天神営業部を「福岡銀行本店ビル」へ移転。
- 2010年（平成22年）10月 香椎支店を宗像市に移転し、赤間支店と改称。
- 2012年（平成24年）
  - 4月1日 株式交換により福岡銀行の完全子会社となり、同時にふくおか証券株式会社へ商号変更[2]。
  - 4月2日 福岡銀行千早支店内に初の銀行との共同店舗となる千早支店を設置（新規出店は小倉支店(初代)以来約22年ぶりとなった）[3]。
  - 5月14日 博多駅前支店を福岡銀行博多駅前支店内に移転し、銀行との共同店舗へ移行[4]。
  - 5月28日 久留米支店を福岡銀行東久留米支店内に移転し、銀行との共同店舗へ移行[5]。
  - 6月25日 大川支店を福岡銀行柳川支店内に移転し、銀行との共同店舗へ移行すると同時に、支店名を柳川支店と改称[6]。
- 2013年（平成25年）
  - 6月3日 福岡銀行飯塚支店内に飯塚支店を設置[7]。
  - 11月25日 同日に新築移転した福岡銀行大牟田支店内に柳川支店大牟田出張所を設置（初の出張所を設置）[8]。
- 2014年（平成26年）7月22日 同日リニューアルオープンした福岡銀行前原支店内に本店営業部前原出張所を設置[9]。
- 2015年（平成27年）
  - 1月 小倉支店行橋出張所を設置。
  - 6月1日 福岡銀行前原支店を糸島支店と改称[10]したことに伴い、本店営業部前原出張所を本店営業部糸島出張所と改称。
  - 11月9日 赤間支店を同日に新築移転オープンされた福岡銀行赤間支店内に移転し、銀行との共同店舗へ移行[11]。
- 2017年（平成29年）
  - 2月13日 春日原支店を同日にリニューアルオープンされた福岡銀行大橋支店内に移転し、銀行との共同店舗へ移行すると同時に、支店名を大橋支店と改称[12]。
  - 4月 天神営業部を本店営業部へ統合。
- 2018年（平成30年） 
  - 5月1日 FFG証券株式会社に商号変更[13][14]。
  - 5月14日 熊本銀行本店営業部内に熊本支店を設置（熊本県へ初進出）[14]。
  - 5月28日 親和銀行本店営業部（現：十八親和銀行佐世保本店営業部）内に佐世保支店を設置（島原支店以来約69年ぶりとなる長崎県内への新規出店）[14]。
  - 6月18日 親和銀行長崎営業部（現：十八親和銀行長崎営業部）[注 1]内に長崎支店を設置[14]。
- 2019年（令和元年）
  - 5月20日 建て替えリニューアルオープンされた福岡銀行八女支店内に久留米支店八女コンサルティングブースを設置[15]。
  - 7月1日 十八銀行（現：十八親和銀行）と業務提携し、十八銀行の顧客向けに証券会社紹介サービスを開始[16]。
- 2020年（令和2年）
  - 4月 出張所（大牟田・糸島・行橋）の名称をプラザへ変更。
  - ベルフェイス社のオンライン営業システムを導入[17][18]。
  - 12月21日 赤間支店、黒崎支店、小倉支店行橋プラザの3店舗を小倉支店へ統合[18]。
- 2021年（令和3年）
  - 7月5日 - 甘木支店、日田支店、柳川支店、柳川支店大牟田プラザ、久留米支店八女コンサルティングブースの5店舗を久留米支店へ統合（この店舗網統合に伴って大分県から撤退し、オンライン営業サービスへ切替）[19]。
  - 12月13日 - 長崎支店を十八親和銀行の旧思案橋支店[注 2]から改称した「FFG思案橋ビル」3階へ移転[20][21]。
- 2022年（令和4年）
  - 3月14日 - 飯塚支店と本店営業部糸島プラザを本店営業部へ、千早支店・大橋支店・二日市支店を博多駅前支店へそれぞれ統合（飯塚支店は本店営業部 飯塚コンサルティングブースへ名称変更し、店舗は存続）[22]。
  - 10月21日 - 島原支店を長崎支店へ統合[23]。
- 2023年（令和5年）
  - 12月25日 - 久留米支店を福岡銀行久留米営業部と同一ビル内へ移転[24]。